# برشون جاكسون
برشون جاكسون (بالإنجليزية: Bershawn Jackson)‏ مواليد 8 مايو 1983 في ميامي، فلوريدا، الولايات المتحدة، هو عداء أمريكي متخصص في 400 متر حواجز. مثل بلاده في الأولمبياد وحصل على الميدالية البرونزية. فاز بالميدالية الذهبية في بطولة العالم لألعاب القوى.

## الميداليات
| الميدالية | المسابقة                                    |
| --------- | ------------------------------------------- |
| برونزية   | الألعاب الأولمبية الصيفية 2008              |
| ذهبية     | بطولة العالم لألعاب القوى 2005              |
| ذهبية     | بطولة العالم لألعاب القوى 2009              |
| ذهبية     | بطولة العالم لألعاب القوى 2011              |
| ذهبية     | بطولة العالم لألعاب القوى داخل الصالات 2010 |

## روابط خارجية
- برشون جاكسون على موقع الاتحاد الدولي لألعاب القوى (الإنجليزية)
- برشون جاكسون على موقع الاتحاد الأمريكي لسباقات المضمار والميدان (الإنجليزية)
- برشون جاكسون على موقع الدوري الماسي (الإنجليزية)
- برشون جاكسون على موقع أوليمبيديا (الإنجليزية)
- برشون جاكسون على موقع اللجنة الأولمبية والبارالمبية الأمريكية (الإنجليزية)